# Gogolin
Gogolin è un comune urbano-rurale polacco del distretto di Krapkowice, nel voivodato di Opole.
Ricopre una superficie di 100,51 km² e nel 2004 contava 11 902 abitanti.

## Amministrazione

### Gemellaggi
- Lucca